# Montainville (Yvelines)
Montainville és un municipi francès, situat al departament d'Yvelines i a la regió de Illa de França. L'any 2007 tenia 559 habitants.
Forma part del cantó d'Aubergenville, del districte de Saint-Germain-en-Laye i de la Comunitat de comunes Gally Mauldre.

## Demografia

### Població
El 2007 la població de fet de Montainville era de 559 persones. Hi havia 196 famílies, de les quals 40 eren unipersonals (24 homes vivint sols i 16 dones vivint soles), 44 parelles sense fills, 92 parelles amb fills i 20 famílies monoparentals amb fills.
La població ha evolucionat segons el següent gràfic:
Habitants censats

### Habitatges
El 2007 hi havia 242 habitatges, 196 eren l'habitatge principal de la família, 31 eren segones residències i 15 estaven desocupats. 227 eren cases i 14 eren apartaments. Dels 196 habitatges principals, 157 estaven ocupats pels seus propietaris, 30 estaven llogats i ocupats pels llogaters i 9 estaven cedits a títol gratuït; 9 tenien dues cambres, 24 en tenien tres, 40 en tenien quatre i 123 en tenien cinc o més. 140 habitatges disposaven pel capbaix d'una plaça de pàrquing. A 57 habitatges hi havia un automòbil i a 123 n'hi havia dos o més.

### Piràmide de població
La piràmide de població per edats i sexe el 2009 era:
| Homes | Edats   | Dones |
| ----- | ------- | ----- |
| 0     | 95 o +  | 0     |
| 0     | 90 a 94 | 0     |
| 0     | 85 a 89 | 8     |
| 0     | 80 a 84 | 0     |
| 20    | 75 a 79 | 8     |
| 4     | 70 a 74 | 4     |
| 16    | 65 a 69 | 24    |
| 12    | 60 a 64 | 16    |
| 12    | 55 a 59 | 8     |
| 16    | 50 a 54 | 16    |
| 12    | 45 a 49 | 8     |
| 32    | 40 a 44 | 24    |
| 20    | 35 a 39 | 32    |
| 16    | 30 a 34 | 24    |
| 4     | 25 a 29 | 4     |
| 16    | 20 a 24 | 12    |
| 20    | 15 a 19 | 12    |
| 24    | 10 a 14 | 32    |
| 16    | 5 a 9   | 32    |
| 8     | 0 a 4   | 20    |

## Economia
El 2007 la població en edat de treballar era de 369 persones, 271 eren actives i 98 eren inactives. De les 271 persones actives 250 estaven ocupades (138 homes i 112 dones) i 21 estaven aturades (10 homes i 11 dones). De les 98 persones inactives 23 estaven jubilades, 53 estaven estudiant i 22 estaven classificades com a «altres inactius».

### Ingressos
El 2009 a Montainville hi havia 193 unitats fiscals que integraven 566 persones, la mediana anual d'ingressos fiscals per persona era de 31.712 €.

### Activitats econòmiques
Dels 22 establiments que hi havia el 2007, 2 eren d'empreses de fabricació d'altres productes industrials, 6 d'empreses de construcció, 3 d'empreses de comerç i reparació d'automòbils, 1 d'una empresa de transport, 7 d'empreses de serveis i 3 d'entitats de l'administració pública.
Dels 5 establiments de servei als particulars que hi havia el 2009, 1 era un paleta, 1 guixaire pintor, 1 lampisteria, 1 electricista i 1 empresa de construcció.
L'any 2000 a Montainville hi havia 7 explotacions agrícoles.

## Equipaments sanitaris i escolars
El 2009 hi havia una escola elemental.

## Poblacions properes
El següent diagrama mostra les poblacions més properes.